# بخش وولودارسکی، استان آستراخان
بخش وولودارسکی (به لاتین: Volodarsky District) یک منطقهٔ مسکونی در روسیه است که در استان آستراخان واقع شده‌است.